# 퍼들 오브 머드
퍼들 오브 머드(Puddle of Mudd)는 미국 미주리주 캔자스시티 출신 포스트 그런지 밴드이다.

## 역사
퍼들 오브 머드는 1991년 웨스 스캔틀린(Wes Scantlin), 케니 버켓(Kenny Burkett), 지미 앨런(Jimmy Allen), 숀 세이먼(Sean Samon)의 멤버로 결성되었다. 1994년 일곱 곡이 수록된 《Stuck》을 발매하였으나, 지역적 성공 외에 성과를 거두지는 못하였다. 다음 음반 《Abrasive》는 1997년 하드녹스 레코드를 통해 발매되었다.
메이저 음반사 최초 데뷔 음반인 《Come Clean》은 2001년 8월 28일 발매되었다. 리드 싱글 〈Control〉은 성공적이었으며 WWE 서바이버 시리즈에 2001년 테마곡으로 사용되기도 하였다. 두 번째 싱글 〈She Hates Me〉는 메인스트림 록 트랙에서 1위, 핫 100 차트에서 13위에 오르며 큰 성공을 거두었다. 〈Drift & Die〉도 메인스트림 록 트랙 1위를 6주간 지키면서 큰 성공을 거두었다. 네 번째 싱글 〈Blurry〉는 핫 100 차트 5위, 그리고 영국에서도 8위에 오르면서 퍼들 오브 머드의 가장 큰 히트곡으로 알려져 있다. 싱글들의 큰 성공으로 음반도 미국에서만 500만 장 이상이 판매되었으며, 5x 플래티넘을 인증받았다.
2003년 발매된 다음 음반 《Life on Display》에는 두 장의 히트 싱글 〈Away from Me〉, 〈Heel Over Head〉가 수록되었다. 하지만 게펜 레코드의 지원 부족과 광고 부족 등의 이유로 약 60만 장의 판매고와, 골드를 인증 받는데에 그쳤다. 드러머였던 그렉 업처치는 3 도어즈 다운으로 밴드를 옮겼고, 기타리스트 폴 필립스도 웨스와의 음악적 차이를 이유로 밴드를 떠났다.
2007년 10월에는 세 번째 음반 《Famous》를 발매하였다.

## 구성원
- 웨스 스캔틀린(Wes Scantlin) - 보컬, 기타(1991년 ~ 현재)
- 맷 풀러(Matt Fuller) - 리듬 기타(2012년), 리드 기타, 배킹 보컬(2014년 ~ 현재)
- 데이브 모레노(Dave Moreno) - 드럼, 배킹 보컬(2005년 ~ 2006년, 2014년 ~ 현재)
- 마이클 존 애덤스(Michael John Adams) - 베이스, 배킹 보컬(2014년 ~ 현재)

### 이전 멤버
- 크리스천 스톤(Christian Stone) - 리드 기타(2006년 ~ 2009년, 2011년 ~ 2014년)
- 섀넌 분(Shannon Boone) - 드럼(2011년 ~ 2014년)
- 더그 아르디토(Doug Ardito) - 베이스, 배킹 보컬(1999년 ~ 2010년, 2011년 ~ 2014년)
- 숀 세이먼(Sean Samon) - 베이스(1991년 ~ 2000년)
- 케니 버켓(Kenny Burkett) - 드럼(1991년 ~ 2000년)
- 지미 앨런(Jimmy Allen) - 리드 기타(1991년 ~ 1996년, 2005년 ~ 2006년)
- 그렉 업처치(Greg Upchurch) - 드럼(2000년 ~ 2005년, 2011년)
- 폴 필립스(Paul Phillips) - 리드 기타, 배킹 보컬(1999년 ~ 2005년, 2009년 ~ 2011년)
- 라이언 여든(Ryan Yerdon) - 드럼(2006년 ~ 2011년)
- 다미엔 스타키(Damien Starkey) - 베이스, 배킹 보컬(2010년 ~ 2013년)
- 애덤 라티프(Adam Latiff) - 리듬 기타, 배킹 보컬(2011년 ~ 2012년)

## 음반 목록
- 《Come Clean》(2001년)
- 《Life on Display》(2003년)
- 《Famous》(2007년)
- 《Volume 4: Songs in the Key of Love & Hate》(2009년)
- 《Welcome to Galvania》(2019년)